# 委員長は承認せず!
『委員長は承認せず！ 〜It Is a Next CHOice〜』（いいんちょうはしょうにんせず イット イズ ア ネクスト チョイス）は2006年6月2日にChienが発売した18禁恋愛アドベンチャーゲーム。サブタイトル「It Is a Next CHOice」の大文字部分をつなげるとIINCHO（委員長）となる。
本作は多くの委員会が林立する倫応学園を舞台としたスラップスティック・ラブコメディである。
同年12月1日には同作品のファンディスク『委員長は承認せず! ふぁんでぃすく♪』が発売されており、ヒロインとの後日談のほか、番外編が収録されている。
また、2010年3月26日に発売された『RGH 〜恋とヒーローと学園と〜』は本作と同じく倫応学園を舞台としており、本作の登場人物の一部も登場する。

## あらすじ
生徒数が1万人を超える巨大な学園、私立倫応学園は委員会が全てを仕切る程の沢山の委員会が存在する。しかし、そのシステムを崩壊させるという謎のメールが学園長に届いたことを発端に、特待生として転校してきた主人公の隠野はその地位、そして卒業後の安寧を約束するという条件の下監査委員となり、学園生活を送りつつ、怪しい委員会を調査することとなった。

## 登場キャラクター
隠野 玖郎（かくしの くろう）
本作の主人公。倫応学園に特待生として転校してきた。その後調停委員会直属の非公式委員である「監査委員」となり、慣れない諜報活動を行っていく。
監査委員として活動している間は、ガスマスクで正体を隠し「仮面カンサー」を名乗る。
高城 麟瞳（たかしろ りんどう）
声：青山ゆかり
学園の委員会の均衡を図る調停委員会の会長。一年の大半を調停委員会の部屋で過ごしており、委員会全体の時くらいしか表に出ない。また、感情を表に出すことがなく、中立の立場を貫いている。
学園の影の権力者と目される一方、人参が嫌いな一面もある。
経・アダムスミス（けい アダムスミス）
声：茶谷やすら
学園の経営管理を行う会計委員会の会長で、父はイギリス人の経済学者。語尾に「お」を付けるVIPPERを連想させるような話し方が特徴。
後の作品『RGH〜恋とヒーローと学園と〜』では、講師の助手として倫応学園に在籍している。
診撚 縁（みよりえにし）
声：まきいづみ
学園の保健室を管理する保険委員会の会長。けがの手当てなどを得意とし、医療関係の仕事に就きたいと思っているが、勉強が苦手なため苦労している。性知識は豊富だが、性行為の経験がないため、突っ込まれると窮する。
無口なように見えるが、反応が遅いだけである。
メアリー・ショルジニ
声：一色ヒカル
学園に関するニュースを作成する報道委員会の会長。「誰もが知る権利を持つ」をモットーに学園内での出来事を報じようと努力しているが、古株のメンバーや前委員長派によってゴシップ同然の報道が行われることに頭を抱えている。英国貴族の生まれで、礼儀にうるさい。
凪 葛刃（なぎくずは）
声：九条信乃
第三剣道委員会に所属し主人公の護衛及び監視役で、麟瞳の従者の一族の出。感情を顔に出すことはないが、口に出ることがあり、彼女本人は修行不足によるものだと考えている。極度のあがり症で、常に一歩ひいた立ち位置にいるが、色々と理由をつけてごまかしている。
鈴木 太郎（すずき たろう）
声：皇帝
無所属。縁の幼馴染。転校してきた玖郎の親友となる。
阿部 礼司（あべ れいじ）
声：城崎彦太
風紀委員会副長（副委員長）補佐。正義感が強く、自分の信じる物を全てと考えている。
熱貴 サラバ（あつき さらば）
声：紫陽花
書記委員会副委員長。日本人離れした容姿の持ち主。熱血至上主義者だが、傍観者でいたいという気持ちをもっており、その相反する二つの要素の板挟みになっている。
診撚 絆（みより きずな）
縁の双子の姉で、愛称きーちゃん。故人。本編では名前が言及されただけだったが、ファンディスクで姿を現した。

## スタッフ
- シナリオ：神無月如月、0-take、七央結日、逆神喧云、まちゃ吉[1]
- 原画：ここのか[1][3]
- 音楽：吉田仁郎[1]
  - OP：「却下！〜It Is a Next CHOice〜」

作詞：松宮豊 / 作曲：金子剛 / 歌：真理絵
- ED：「この風の向こう」

作詞：松宮豊 / 作曲：金子剛 / 歌：真理絵

## 反響
本作のリリース後、ゲーム作品などの販売を行うGetchu.comにおいて、2006年6月のPCゲームセールスランキングで12位を獲得したが、上半期・年間セールスランキングでは圏外となった。